# الدين في بلجيكا

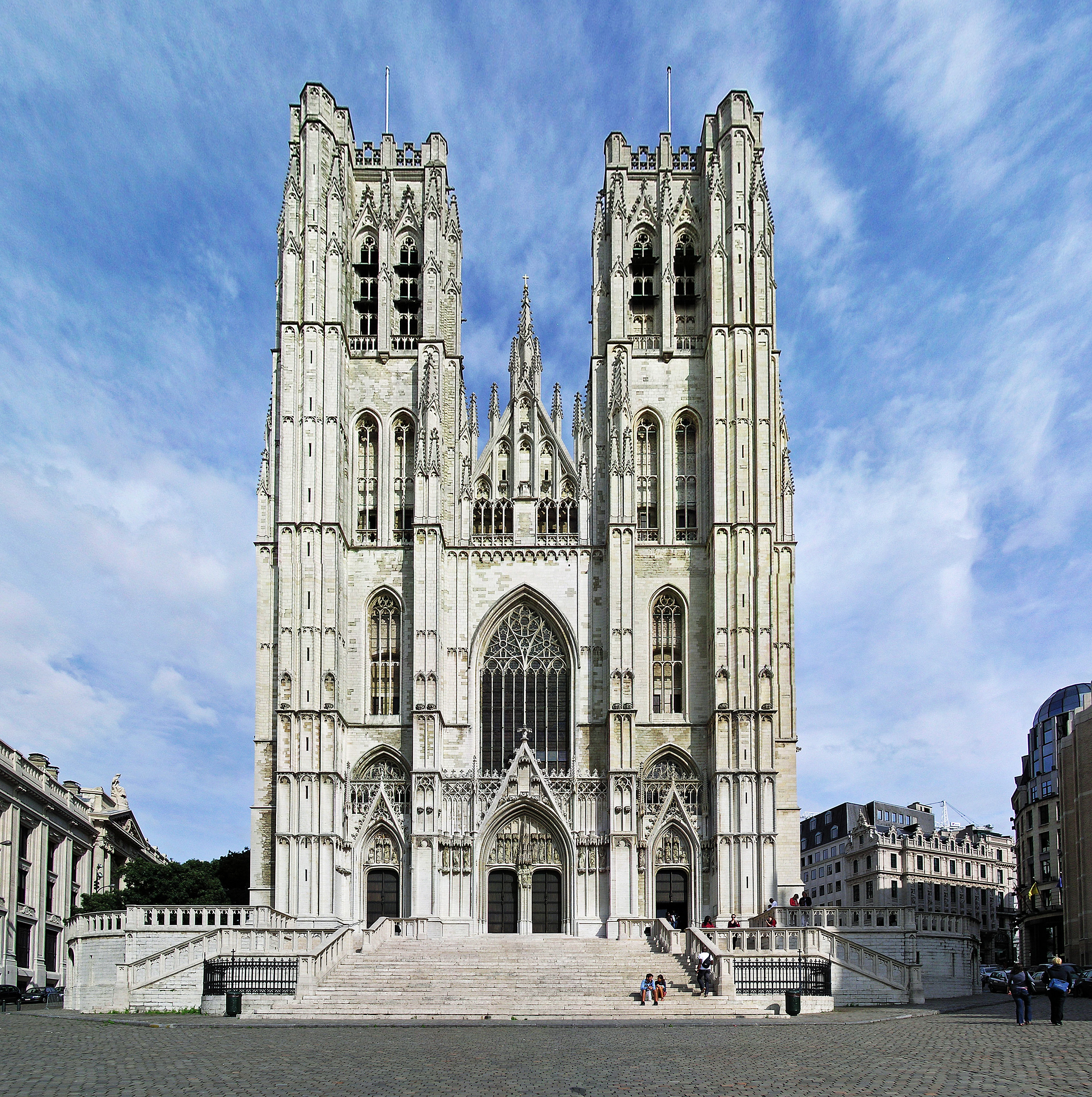
كاتدرائية سانت ميشيل وغاودلا، في مدينة بروكسل.

يتنوع الدين في بلجيكا، وتمثل المسيحية فيها، ولا سيما الكنيسة الكاثوليكية، أكبر المجتمعات الدينية، مع أنها تعرضت لانحدار كبير منذ ثمانينيات القرن العشرين (عندما كانت دين أكثر من 70% من السكان). ولكن حسب استطلاع يوروبامتر الذي أجرته الهيئة الأوروبية في ديسمبر 2018، ازداد عدد المسيحيين 10 % من 52.5% إلى 62.8% في 9 سنين، وكانت الكاثوليكية الرومانية أكبر الطوائف بنسبة 57.1%. شكل البروتستانتيون 2.3% والمسيحيون الأرثوذكس 0.6%. شكل اللادينيون 29.3% من السكان وكانوا منقسمين بين من يسمون أنفسهم الملحدين (9.1%) واللاأدريين (20.2%). وشكل المسلمون 6.8% من السكان واشتركت أديان أخرى في 1.1% الباقية. بالمقابل، أظهر استطلاع يوروبامتر التالي الذي أجري في مايو ونُشر في سبتمبر 2019 أن نسبة المسيحيين انخفضت من 62.8% عام 2018 إلى نحو 60% في 2019 وشكل الكاثوليك 54% والمسيحيون الأرثوذكس 1% والبروتستانت 3% وبقية المسيحيين 2%، والمسلمون الشيعة 2% والمسلمون السنة 2% والمسلمون الآخرون 1%، والملحدون 10% واللاأدريون أو غير المؤمنين 21% والمنتسبون إلى أديان أخرى 4%.
تفصل السياسة البلجيكية بين الكنائس والحكومة، وقد ضمن دستور البلاد حرية الاعتقاد للمواطنين.

## المعتقدات والشعائر
حسب استبيان يوروبامتر عام 2010:
- أجاب 37% من المواطنين البلجيكيين بأنهم «يؤمنون بوجود إله».
- أجاب 31% منهم بأنهم «يؤمنون بوجود نوع من الروح أو القوة الحياتية».
- أجاب 27% منهم بأنهم «لا يؤمنون بوجود أي نوع من الروح أو الآلهة أو القوى».
- ورفض 5% أن يجيبوا.

يجادل بعض المتدينين في هذه الأرقام، إذ إنه من غير الواضح أن الذين يقولون إنهم يؤمنون بالله مسيحيون فعلًا، وكم واحدًا منهم يسمي نفسه مسيحيًّا ولكن يرفض اسم الكاثوليكية وقطع جميع الروابط بالكنيسة الكاثوليكية. ومن محالّ الجدل أيضًا عدد الكاثوليكيين البلجيكيين الذين أصبحوا ربوبيين أو انتسبوا إلى كنائس بروتستانتية صغيرة.

## الحكومة والدين
ينص الدستور البلجيكي على حرية الدين، وتحترم الحكومة عمومًا هذا الحق. ولكن للعاملين في الحكومة السلطة التي تخولهم البحث والإشراف على المجموعات الدينية التي لم يعترف بها رسميًّا. تدل بعض التقارير على انتهاكات أو تمييزات مجتمعية بناء على الالتزام أو الاعتقاد الديني، وتشير بعضها إلى التمييز ضد الأقليات الدينية.
يعترف القانون البلجيكي بأديان كثيرة رسميًّا، منها: الكاثوليكية والبروتستانتية والأنغليكانية والإسلام واليهودية والأرثوذكسية الشرقية، إلى جانب منظمات فلسفية غير دينية. البوذية في مرحلة الإقرار الرسمي بها تحت مظلة المنظمة العلمانية. يعني الإقرار الرسمي إعطاء الكهنة (يسمون «مشرفين» في المنظمات العلمانية) راتبًا حكوميًّا. كذلك يحق للآباء أن يختاروا أي طائفة معترف بها لتقدم التعليم الديني لأبنائهم إذا درسوا في مدرسة حكومية. أما معتنقو الديانات التي لم يعترف بها فلهم حق ممارسة دينهم، ولكن ليس لهم راتب حكومي.
بعد أن حاز البرلمان الفلاندري الاستقلال عن الحكومة الاتحادية في الشؤون الدينية، مرر مرسومًا إقليميًّا يضع مجالس كنسيى منتخبة ديمقراطيا لكل الطوائف الدينية المعترف بها لتكون هذه الطوائف خاضعة لنفس القوانين الإدارية التي تخضع لها الحكومات المحلية، وهو ما له تداعيات مهمة على المحاسبة المالية والحكومة المفتوحة. ولكن في 2006، لم يزل الأساقفة الكاثوليكيون يعينون مرشحين لمجلس الكنيسة الكاثوليكية لأنهم لم يقرروا بعد معايير الأهلية، وكانوا يخشون أن يكون المرشحون مجرد كاثوليكيين معمدين. ولكن في عام 2008 قرر الأساقفة أن على المرشحين أن يثبتوا أنهم فوق 18 عامًا، وأنهم أعضاء في الكنيسة الأبرشية التي تخدم مدينتهم أو قريتهم، وأن يكونوا معمدين على الطريقة الكاثوليكية.

## الأديان

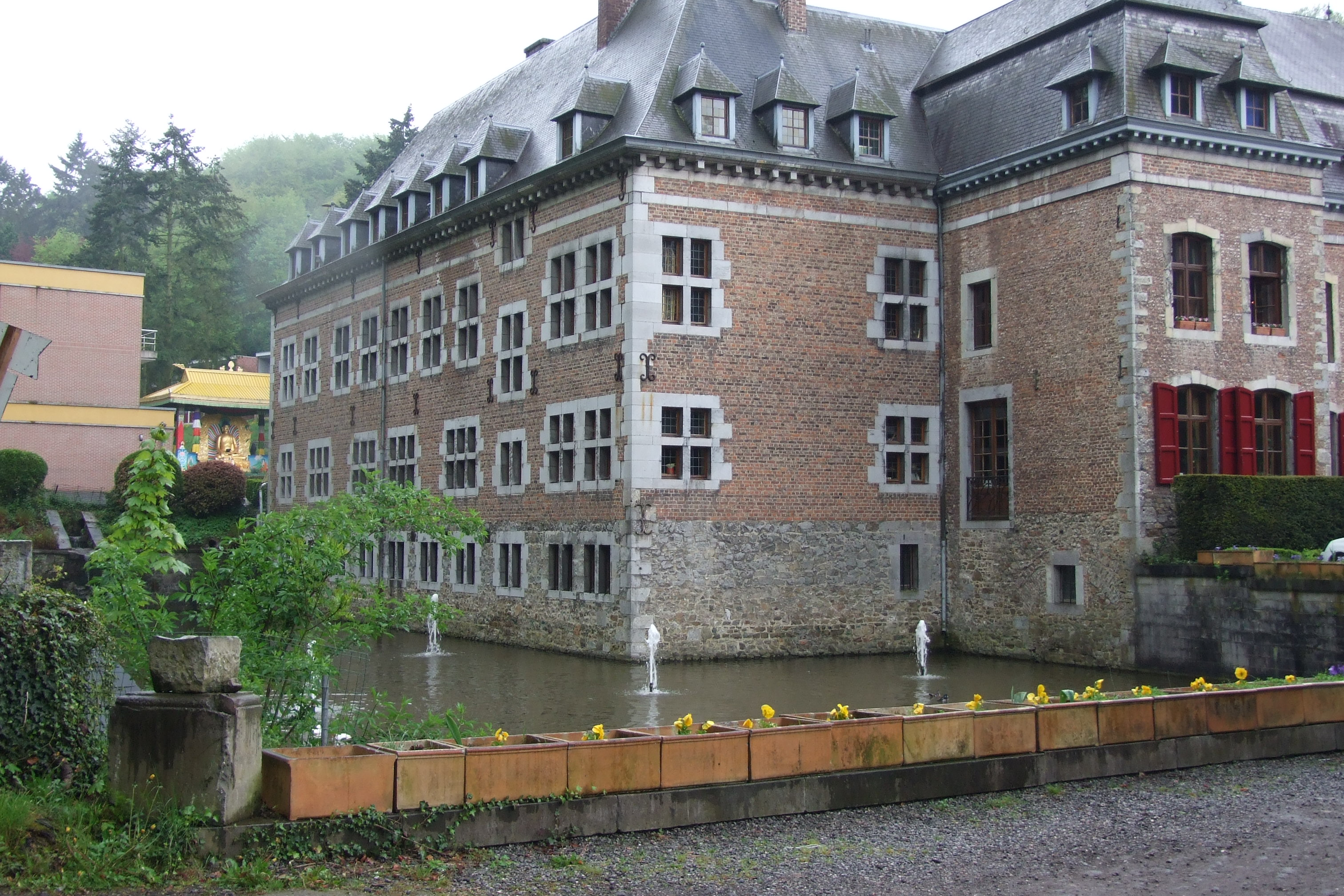
معهد التبت يونتن لينغ، هوي، بلجيكا

### المسيحية

#### الكنيسة الكاثوليكية
الكاثوليكية هي دين الأغلبية التقليدي في بلجيكا، ولها قوة خاصة في الفلاندر. ولكن في عام 2009 هبطت نسبة حضور قداس الأحد في الكنيسة من 12.7% في 1998 إلى 5.4%، في إقليم الفلاندر. على مستوى الدولة، انخفضت نسبة ريادة الكنيسة من 11.2% في 1998 إلى 5% في 2009. في عام 2015، ادعى 52.9% من البلجيكيين الانتساب إلى الكنيسة الكاثوليكية. وحسب إحصائيات إبسوس، فإن 41% فقط من الذين لم يزالوا في سن العمل ولهم وصول إلى الإنترنت انتسبوا إلى الكاثوليكية.
حتى عام 1998، استمرت الكنيسة الكاثوليكية في نشر أرقام سنوية منها أعداد الذين يحضرون قداس الأحد وأعداد الأطفال المعمدين. وفي عام 2006، صرّحت الكنيسة بأن نسبة حضور القداس في فترة عيد الميلاد كانت 11.5% ونسبة حضور القداسات الأسبوعية (لا تقتصر على الأحد) كانت 7% في إقليم الفلاندر. منذ عام 2000، لم تزل نسبة حضور الكنيسة في الفلاندر تنخفض كل سنة 0.5%–1%. بين عامي 2010 و2016 ترك 12,442 إنسانًا في الفلاندر الكنيسة الكاثوليكية رسميًّا.

#### الأنغليكانية
كان في بلجيكا 13 كنيسة أنغليكانية في عام 2012، منها كاتدرائية الثالوث المقدس في بروكسل. تعد هذه الكنائس جزءًا من أسقفية كنيسة إنكلترا في أوروبا، ومن مجمع الكنائس الأسقفية في أوروبا.

#### البروتستانتية
في عام 1566، في ذروة الإصلاح البلجيكي، كان في بلجيكا تقديرًا 300 ألف بروتستانتي، أو 20% من السكان البلجيكيين. دفع احتلال الإسبان لجنوب هولندا مرة أخرى في حرب الثمانين عامًا معظم البروتستانت البلجيكيين إلى اللجوء إلى الشمال أو ترك البروتستانتية، وهو ما أعاد المنطقة إلى سيادة الكاثوليكية مرة أخرى. في عام 2016، مثلت البروتستانتية 2.1% من مجموع السكان و2% من السكان الواصلين إلى الإنترنت الذين في سن العمل. يقترح مركز بيو للأبحاث، وهو خلية تفكير أمريكية، تقديرًا أقل هو 1.4% من مجموع السكان.
المجلس الإداري للدين البروتستانتي والإنجيلي في بلجيكا هو مجموعة للتنسيق تتوسط بين الكثير من المجموعات البروتستانتية والحكومة. أكبر طائفة بروتستانتية هي الكنيسة البروتسانتية المتحدة ببلجيكا، ويتبعها 138 كنيسة.

#### المسيحية الأرثوذكسية
شكل المسيحيون الأرثوذكس الشرقيون 1.6% من سكان بلجيكا عام 2015. أكثر الأقاليم احتواءً للمسيحيين الشرقيين الأرثوذكس هو إقليم بروكسل العاصمة، الذي يشكلون فيه 8.3% من السكان. وجد استطلاع إبسوس عام 2016 أن المسيحية الأرثوذكسية كانت دين 1% من البلجيكيين الواصلين إلى الإنترنت الذين في سن العمل.

#### الأرثوذكسية المشرقية
تسكن في بلجيكا مجتمعات أرمنية كثيرة، معظم أهلها أحفاد تجار استقروا فيها في القرن التاسع عشر. ينتسب معظم البلجيكيين الأرمنيين إلى الكنيسة الأرمنية الرسولية، ونسبة قليلة منهم إلى الكنيسة الأرمنية الكاثوليكية والكنيسة الأرمنية الإنجيلية. لم تحز هذه الكنائس اعترافًا رسميًّا بعد.

### الإسلام
في عام 2015، حسب استطلاع يوروبامتر الذي أجرته الهيئة الأوروبية، كانت نسبة المسلمين في سكان بلجيكا 5.2%. في دراسة أجراها إبسوس عام 2016 وجد أن 3% من الواصلين إلى الإنترنت الذين في سن العمل صرّحوا بأنهم مسلمون.
بحلول عام 2015، قُدّر أن 7% من البلجيكيين مسلمون (781,887) منهم 329,749 في الفلاندر (يشكلون 5.1% من سكان الإقليم)، و174,136 في فالونيا (4,9%) و277,869 في بروكسل (23.6%).

### البوذية
وجد يوروبامتر 2015 أن 0.2% فقط من مجموع السكان البلجيكيين صرّحوا بأنهم بوذيون. ولكن برغم ذلك، وجد إبسوس بعد سنة من هذا أن 2% من الواصلين إلى الإنترنت الذين في سن العمل بوذيون.

### الكونفوشيوسية
حسب إحصائيات إبسوس، فإن 1% فقط من الذين لم يزالوا في سن العمل ولهم وصول إلى الإنترنت ينتسبون إلى الكونفوشيوسية. يشمل هذا القسم من السكان كثيرًا من —إن لم يكن جميع— المجتمعات الصينية في بلجيكا.

### الأنطوانية
الأنطوانية حركة دينية جديدة تستلهم المسيحية أسسها لويس جوزف أنطوان (1846–1912). وهي الحركة الدينية الوحيدة الكبيرة التي نشأت في بلجيكا ولها أتباع في فرنسا وغيرها.